# 경상북도울진교육지원청
경상북도울진교육지원청(慶尙北道蔚珍敎育支援廳, Uljin Office of Education)은 경상북도 울진군을 관할하는 경상북도교육청 산하의 교육지원청이다.
교육장은 장학관으로 보한다.

## 산하 기관

### 초등학교
| - 기성초등학교 - 구산분교 - 노음초등학교 - 매화초등학교 - 부구초등학교 - 삼당분교 | - 사동초등학교 - 삼근초등학교 - 광회분교 - 옥방분교 - 왕피분교 | - 온정초등학교 - 울진남부초등학교 - 울진초등학교 - 월송초등학교 | - 죽변초등학교 - 평해초등학교 - 후포동부초등학교 - 후포초등학교 |

### 중학교
| - 기성중학교 - 매화중학교 - 부구중학교 | - 온정중학교 - 울진중학교 | - 죽변중학교 - 평해여자중학교 | - 평해중학교 - 후포중학교 |